# لیگ آزادگان ۸۰–۱۳۷۹
لیگ آزادگان ۸۰–۱۳۷۹ دهمین دوره جام آزادگان و نوزدهمین دوره لیگ فوتبال ایران که توسط فدراسیون فوتبال ایران برگزار شد.
تیم استقلال تهران برای پنجمین بار قهرمان این دوره از رقابت‌ها شد و به مسابقات جام باشگاه‌های آسیا ۰۲–۲۰۰۱ راه پیدا کرد. در این سال به‌علت افزایش تعداد تیم‌ها در لیگ سال بعد و تغییر فرمت آن به لیگ برتر هیچ تیمی به دسته پایین‌تر سقوط نکرد.

## تیم‌ها بر پایه استان
| استان          | تعداد تیم‌ها | تیم‌ها                                          |
| -------------- | ----------- | ---------------------------------------------- |
| تهران          | ۵           | استقلال ، پرسپولیس ، پاس تهران ، پیکان ، سایپا |
| اصفهان         | ۲           | سپاهان ، ذوب آهن                               |
| فارس           | ۲           | فجر سپاسی ، برق شیراز                          |
| گیلان          | ۲           | ملوان ، استقلال رشت                            |
| خراسان رضوی    | ۱           | ابومسلم                                        |
| خوزستان        | ۱           | فولاد                                          |
| آذربایجان شرقی | ۱           | تراکتورسازی                                    |

## جدول رده‌بندی
| #  | تیم           | بازی | برد | مساوی | باخت | گلِ‌زده | گلِ‌خورده | تفاضل | امتیاز | توضیحات                              |
| -- | ------------- | ---- | --- | ----- | ---- | ----- | ------- | ----- | ------ | ------------------------------------ |
| ۱  | استقلال تهران | ۲۲   | ۱۵  | ۵     | ۲    | ۵۲    | ۲۱      | ۳۱    | ۵۰     | صعود به جام باشگاه‌های آسیا ۰۲–۲۰۰۱   |
| ۲  | پرسپولیس      | ۲۲   | ۱۳  | ۷     | ۲    | ۳۶    | ۱۶      | ۲۰    | ۴۶     |                                      |
| ۳  | سایپا         | ۲۲   | ۸   | ۹     | ۵    | ۲۹    | ۲۷      | ۲     | ۳۳     |                                      |
| ۴  | ذوب‌آهن        | ۲۲   | ۷   | ۹     | ۶    | ۳۰    | ۲۲      | ۸     | ۳۰     |                                      |
| ۵  | پیکان         | ۲۲   | ۷   | ۷     | ۸    | ۱۹    | ۲۹      | ۱۰-   | ۲۸     |                                      |
| ۶  | پاس           | ۲۲   | ۵   | ۱۲    | ۵    | ۲۵    | ۲۳      | ۲     | ۲۷     |                                      |
| ۷  | سپاهان        | ۲۲   | ۵   | ۱۱    | ۶    | ۱۹    | ۲۳      | ۴-    | ۲۶     |                                      |
| ۸  | فولاد         | ۲۲   | ۶   | ۷     | ۹    | ۲۳    | ۲۷      | ۴-    | ۲۵     |                                      |
| ۹  | فجر سپاسی     | ۲۲   | ۵   | ۹     | ۸    | ۲۰    | ۲۵      | ۵-    | ۲۴     | صعود به جام برندگان جام آسیا ۰۲-۲۰۰۱ |
| ۱۰ | استقلال رشت   | ۲۲   | ۷   | ۳     | ۱۲   | ۲۳    | ۴۳      | ۲۰-   | ۲۴     |                                      |
| ۱۱ | برق شیراز     | ۲۲   | ۴   | ۹     | ۹    | ۲۳    | ۲۶      | ۳-    | ۲۱     |                                      |
| ۱۲ | تراکتورسازی   | ۲۲   | ۵   | ۲     | ۱۵   | ۱۸    | ۳۵      | ۱۷-   | ۱۷     |                                      |

## آمار

### بهترین گلزنان
| ر. | بازیکن             | باشگاه      | گل‌ها |
| -- | ------------------ | ----------- | ---- |
| ۱  | رضا صاحبی          | ذوب‌آهن      | ۱۴   |
| ۲  | علی سامره          | استقلال     | ۱۳   |
| ۳  | رضا استواری        | ذوب‌آهن      | ۸    |
| ۳  | امیر سلامی‌بخش      | استقلال رشت | ۸    |
| ۵  | فراز فاطمی         | فجر سپاسی   | ۷    |
| ۵  | بهروز رهبری‌فر      | پرسپولیس    | ۷    |
| ۵  | امیر وزیری         | فجر سپاسی   | ۷    |
| ۸  | بهنام ابوالقاسم‌پور | سایپا       | ۶    |
| ۸  | فرهاد خانقلی       | سایپا       | ۶    |
| ۸  | رسول خطیبی         | پاس         | ۶    |

### هت‌تریک‌ها
| بازیکن      | برای    | در برابر     | نتیجه   | تاریخ         |
| ----------- | ------- | ------------ | ------- | ------------- |
| علی سامره   | استقلال | پیکان        | ۱–۴ (ب) | ۴ اوت ۲۰۰۰    |
| رضا صاحبی   | ذوب‌آهن  | استقلال رشت  | ۴–۲ (خ) | ۴ اوت ۲۰۰۰    |
| فرهاد مجیدی | استقلال | تراکتور سازی | ۱–۳ (ب) | ۱۰ اوت ۲۰۰۰   |
| علی سامره   | استقلال | فولاد        | ۱–۳ (ب) | ۳ دسامبر ۲۰۰۰ |

## یادکرد منابع
1. ↑  صداقت، ۱۱۸.
2. ↑  صداقت، ۱۱۸.
3. ↑  «تاج و قهرمانی ایران در سال ۱۳۳۶ _ عنوانی که تا مدت ها به فراموشی سپرده شده بود...». طرفداری. ۲۰۲۱-۰۷-۰۱. دریافت‌شده در ۲۰۲۳-۰۱-۱۹.
4. ↑  "Iran 2000/01". rsssf.org. بنیاد آماری سند. ورزش. فوتبال. Retrieved 3 October 2023.